# Caunette-sur-Lauquet
Caunette-sur-Lauquet település Franciaországban, Aude megyében. Lakosainak száma 11 fő (2022. január 1.). Caunette-sur-Lauquet Belcastel-et-Buc, Bouisse, Clermont-sur-Lauquet, Lairière, Saint-Hilaire és Villardebelle községekkel határos.

## Népesség
A település népessége az elmúlt években az alábbi módon változott:
| Lakosok száma | 12   | 7    |      | 5    | 8    | 4    | 4    | 8    | 10   | 11   |
|               | 1968 | 1982 | 1990 | 2006 | 2013 | 2015 | 2017 | 2019 | 2020 | 2022 |